# Györgyén
Györgyén (horvátul, bunyevácul Đurđin, szerbül Ђурђин / Đurđin) település Szerbiában, Vajdaságban, az Észak-bácskai körzetben, Szabadka községben.

## Népesség
Az 1991-es népszámlálás szerint 1911, a 2002-es szerint pedig 1746 lakosa volt. Ebből 677 (38,77%) horvát, 484 (27,72%) szerb, 251 (14,37%) bunyevác, 124 (7,1%) magyar, 67 (3,83%) jugoszláv, 7 (0,4%) montenegrói, 7 (0,4%) szlovén, 4 (0,22%) ukrán, 4 (0,22%) macedón, 3 (0,17%) bolgár, 2 (0,11%) ruszin, 2 (0,11%) román, 2 (0,11%) bosnyák, 1 (0,05%) muzulmán.
A falunak 1380 nagykorú polgára van, a lakosság átlagéletkora 40,5 év (a férfiaké 39,6, a nőké 41,5). A településen 624 háztartás van, háztartásonként átlagosan 2,8 taggal.
Legnépesebb az 1961-es népszámlálás idején volt, 2992 lakossal.